# 美袋交通
株式会社美袋交通（みなぎこうつう）は、岡山県総社市に本社を置く貸切バス・タクシー事業者である。

## 概要
貸切バス・タクシーの運行やバスツアーなどを企画・販売する旅行代理店業務を行っている。以前は路線バスも運行していたが、2021年（令和3年）3月31日をもって運行を終了した。

## 営業所・運行拠点
- 本社営業所
  - 岡山県総社市美袋32-2
- 総社営業所
  - 岡山県総社市門田1219

## かつて運行していた路線
以下のバス路線を運行していた。
※（停留所名）は一部便のみ停車。
美袋 - 槁線

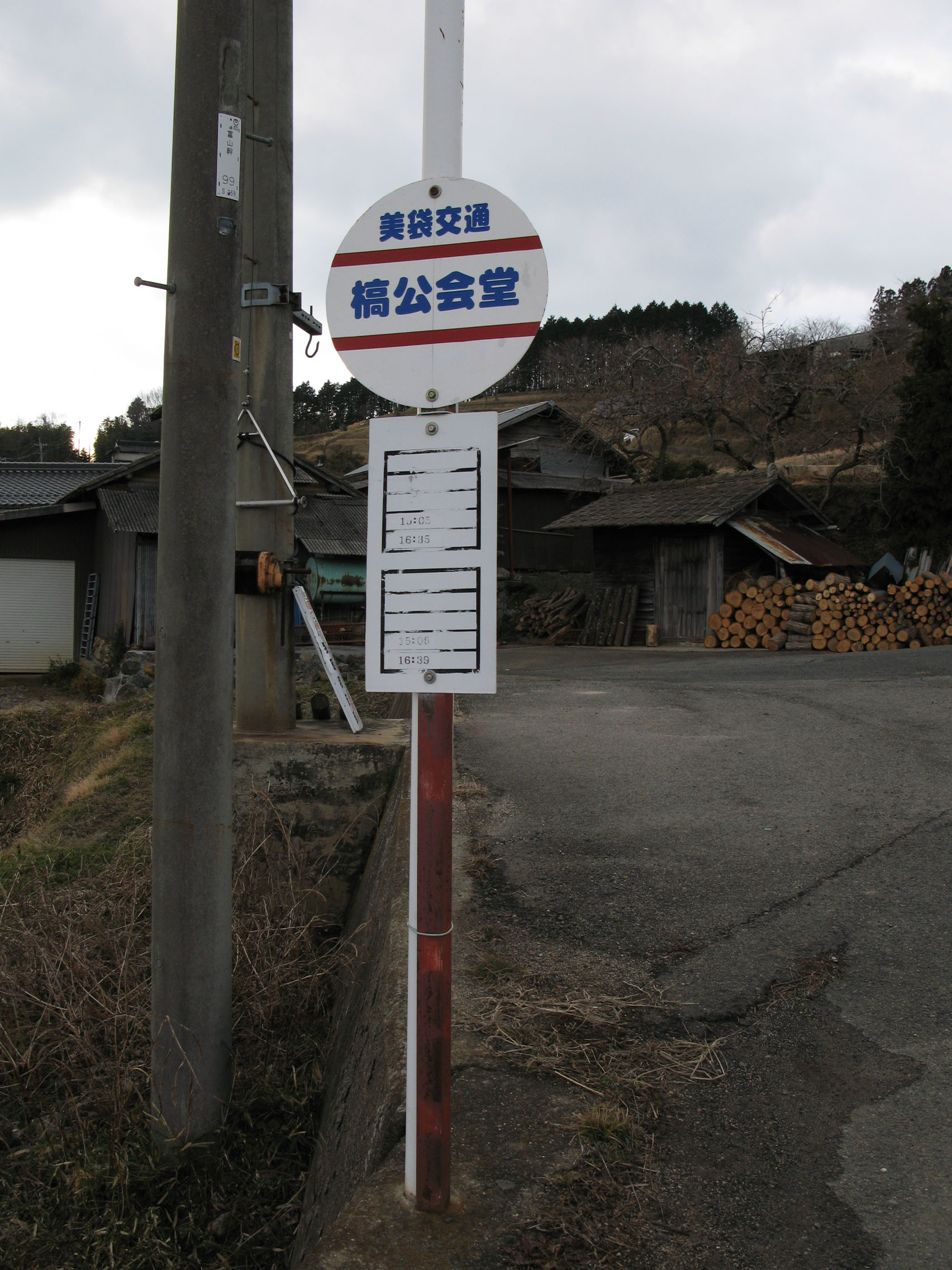
路線バスのバス停

- 美袋駅 - 植松（ - 水内小前） - 種井 - 菅口 - 槁公会堂

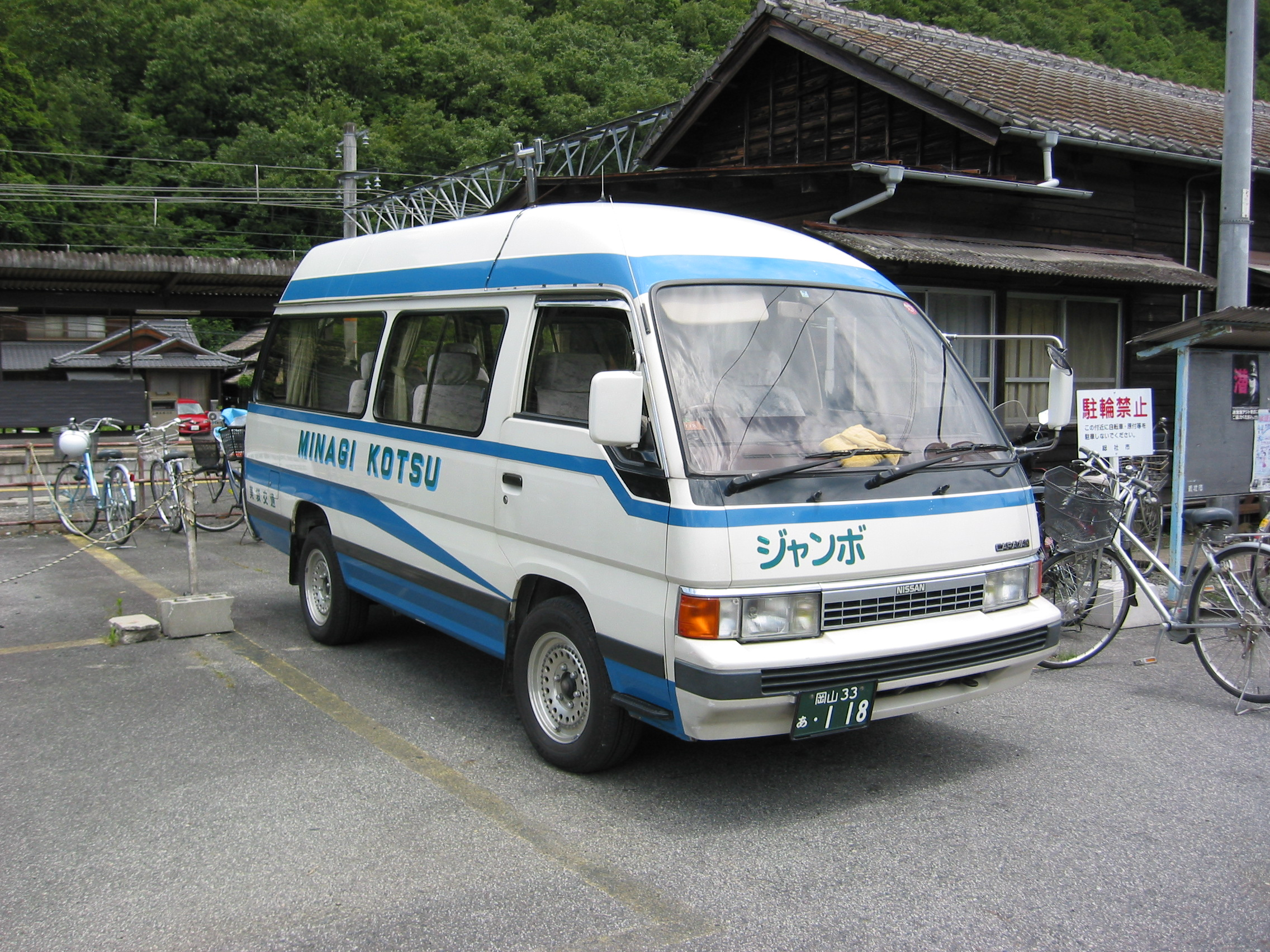
路線バスの車両

美袋 - 木戸線
- 美袋駅 - 下倉支所 - 木戸

## 車両
貸切バスは三菱ふそう製が主体となっている。